# 정진택
정진택(鄭眞澤, 1960년 10월 3일~)은 대한민국의 교수이자 공학자이며, 전 고려대학교 총장이다. 경상북도 대구시(현: 대구광역시) 출신이다.

## 학력
- 서울 성남고등학교
- 1983년: 고려대학교 기계공학 학사
- 1985년: 고려대학교 대학원 기계공학과 공학 석사
- 1992년: 미네소타 대학교 대학원 기계공학 박사

### 명예 박사 학위
- 2022년: 와세다 대학 명예이학박사[1]
- 2023년: 연세대학교 명예교육학박사[2]

## 주요 경력
- 1993년 3월~1997년 2월: 고려대학교 공과대학 기계공학과 조교수
- 1997년 3월~2005년 2월: 고려대학교 공과대학 기계공학과 부교수
- 2000년 1월~2005년: 한국연소학회 총무이사
- 2000년 3월~2001년 2월: 미네소타 대학교 방문교수
- 2004년 1월~2007년 12월: 한국가시화정보학회 사업이사
- 2004년 11월~2006년 8월: 고려대학교 공과대학 교학부학장
- 2004년 11월~2006년 10월: 고려대학교 공학교육연구센터 센터장
- 2005년 3월~현재: 고려대학교 공과대학 기계공학부 교수
- 2007년 3월~2008년 2월: 메릴랜드 대학교 방문교수
- 2009년 1월~2011년 2월: 고려대학교 대외협력처 대외협력처장
- 2011년 8월~2013년 7월: 고려대학교 공과대학 기계공학부 학부장
- 2012년 1월: 한국자동차공학회 영문저널 편집위원
- 2013년 5월~2023년 2월: 고려대학교 교우회보 편집위원
- 2013년 9월~2014년 11월: 매일경제신문 칼럼니스트
- 2014년~2015년: 조지 워싱턴 대학교 방문교수
- 2014년 1월~2015년 12월: 한국유체기계학회 부회장
- 2016년 1월~2016년 12월: 한국유체기계학회 수석부회장
- 2016년 7월~2018년 6월: 고려대학교 테크노콤플렉스 원장
- 2016년 7월~2018년 6월: 고려대학교 공학대학원 원장
- 2016년 7월~2018년 6월: 고려대학교 공과대학 학장
- 2017년 1월~2017년 12월: 한국유체기계학회 회장
- 2017년~2018년: 고려대학교 기술경영전문대학원장
- 2019년 3월~2023년 2월: 고려대학교 총장(제20대)
- 2020년 2월~2023년 2월: 제6대 한국대학스포츠협의회 회장
- 2020년~2021년: 한국사립대학총장협의회 수석부회장
- 2020년 8월~2023년 1월: 서울특별시 캠퍼스타운 정책협의회 회장
- 2020년 11월~2022년 4월: 한국대학교육협의회 이사
- 2021년 1월~2023년 1월: 한국공학한림원 부회장
- 2021년: 과학기술정보통신부 제5차 과학기술기본계획수립위원회 위원장
- 2022년 3월~2023년 2월: 제23대 한국사립대학총장협의회 회장
- 2022년 4월~2023년 2월: 한국대학교육협의회 부회장

## 논문
- 석사 학위 논문: 《氣體擴散火焰이 壁面에 衡突燃燒時 熱傳達 및 燃燒 特性》(高麗大學校 大學院 , 機械工學科 , 1984) ※관련 링크
- 박사 학위 논문: 《Flow and heat transfer experiments in the turbine airfoil/endwall region》(University of Minnesota, 1992)

## 회원
- 2020년: 한국공학한림원 정회원

## 수상 경력
- 1983년: 고려대학교 총장상[3]
- 2012년: 대한기계학회 우수논문상
- 2012년: 지식경제부 장관상(산학연협력유공자상)
- 2013년: 한국유체기계학회 학술상